# Abdelmalek Ben Achour
Pour les articles homonymes, voir Achour.
Abdelmalek Ben Achour, né le 8 décembre 1913 à La Marsa et mort le 4 janvier 1997, est une figure historique du Club africain et du football tunisien en général. 

## Biographie
Abdelmalek Ben Achour naît dans une famille notable de lettrés et de religieux puisqu'il est le fils de Mohamed Tahar Ben Achour. Il poursuit ses études primaires et secondaires au Collège Sadiki, lui permettant de faire son chemin dans le domaine du savoir, motivé par son aîné de quatre ans, Mohamed Fadhel. Il épouse Radhia, fille du ministre Habib Djellouli, avec laquelle il a un fils, l'historien Mohamed El Aziz, et trois filles.
A priori rien ne le prédestine à s'intéresser au sport. Il se découvre pourtant une certaine vocation pour l'athlétisme et adhère à une association spécialisée en la matière, l'Orientale. Il ne se lance dans la vie associative qu'après avoir décroché un emploi à la section d'État : le jeune homme rejoint le Club africain sous l'influence de Mohieddine Bey. Il ne tarde pas de faire partie de son bureau directeur et accède au secrétariat général pour épauler de plus près Moncef El Okby. Alors qu'il réfléchit aux dispositions à prendre pour gérer l'avenir d'un club encore auréolé de son statut de double champion, il se penche sur les impératifs de la relève des joueurs afin de trouver des successeurs aux vétérans de l’équipe.
Il se trouve alors embarqué dans une aventure d'une autre nature au sein de la Ligue de Tunisie de football ; les témoins de l’assemblée générale annuelle tenue en juillet 1948 racontent comment Ben Achour provoque un coup de théâtre en se portant candidat à la présidence alors que Chedly Zouiten se croyait candidat unique pour succéder au Français Pierti. La suite est un renversement de situation spectaculaire en faveur du secrétaire général du Club africain, élu président à une immense majorité. Il devient aussi en 1951 le premier président non français de l'Union des Ligues nord-africaines.
Avec l'avènement de l'indépendance en 1956, il voit sa mission nationale toucher à sa fin. Le 10 juin de cette année, il assiste à sa dernière finale de la coupe de Tunisie en tant que président de la Ligue de Tunisie et à la première de la Tunisie indépendante.
Trois semaines plus tard, il est nommé délégué à Bizerte et simultanément président de la commission provisoire chargée de gérer les affaires municipales. Il devient également premier vice-président du Comité national olympique tunisien entre 1957 et 1960. En 1962, il se reconvertit dans le tourisme en prenant la tête d'une société de promotion touristique à Gammarth et en devenant le père du label d'hôtels Abou Nawas. Après une brève expérience dans le privé, Abdelmalek Ben Achour est nommé secrétaire général de l'Union tunisienne de l'industrie, du commerce et de l'artisanat, sa dernière occupation professionnelle.